# Ausztria az 1948. évi téli olimpiai játékokon
Ausztria a svájci St. Moritzban megrendezett 1948. évi téli olimpiai játékok egyik részt vevő nemzete volt. Az országot az olimpián 8 sportágban 54 sportoló képviselte, akik összesen 8 érmet szereztek.

## Érmesek
| Érem  | Versenyző           | Sportág     | Versenyszám    |
| ----- | ------------------- | ----------- | -------------- |
| Arany | Trude Jochum-Beiser | Alpesisí    | Női összetett  |
| Ezüst | Franz Gabl          | Alpesisí    | Férfi lesiklás |
| Ezüst | Trude Jochum-Beiser | Alpesisí    | Női lesiklás   |
| Ezüst | Eva Pawlik          | Műkorcsolya | Női egyéni     |
| Bronz | Resi Hammerer       | Alpesisí    | Női lesiklás   |
| Bronz | Erika Mahringer     | Alpesisí    | Női műlesiklás |
| Bronz | Erika Mahringer     | Alpesisí    | Női összetett  |
| Bronz | Edi Rada            | Műkorcsolya | Férfi egyéni   |

## Alpesisí
Férfi
| Versenyző         | Versenyszám | 1. futam      | 1. futam      | 2. futam | 2. futam | Összesítés | Összesítés |
| Versenyző         | Versenyszám | Idő           | Hely.         | Idő      | Hely.    | Idő        | Helyezés   |
| ----------------- | ----------- | ------------- | ------------- | -------- | -------- | ---------- | ---------- |
| Franz Gabl        | Lesiklás    |               |               |          |          | 2:59,1     |            |
| Engelbert Haider  | Lesiklás    |               |               |          |          | 3:08,2     | 14.        |
| Engelbert Haider  | Műlesiklás  | 1:13,3        | 17.*          | 1:09,5   | 22.      | 2:22,8     | 17.        |
| Hans Hinterholzer | Műlesiklás  | nem ért célba | nem ért célba | kiesett  | kiesett  | kiesett    | kiesett    |
| Hans Hinterholzer | Lesiklás    |               |               |          |          | 3:08,3     | 15.        |
| Edi Mall          | Lesiklás    |               |               |          |          | 3:09,3     | 19.        |
| Edi Mall          | Műlesiklás  | 1:12,2        | 15.           | 1:06,1   | 12.      | 2:18,3     | 11.*       |
| Hans Nogler       | Lesiklás    |               |               |          |          | 3:03,2     | 9.         |
| Christian Pravda  | Műlesiklás  | kizárták      | kizárták      | kiesett  | kiesett  | kiesett    | kiesett    |
| Egon Schöpf       | Lesiklás    |               |               |          |          | 3:01,2     | 5.         |
| Egon Schöpf       | Műlesiklás  | 1:11,1        | 11.*          | 1:03,1   | 2.       | 2:14,2     | 6.         |

| Versenyző        | Versenyszám | Lesiklás | Lesiklás | Lesiklás | Műlesiklás | Műlesiklás | Műlesiklás | Műlesiklás | Műlesiklás | Műlesiklás | Műlesiklás | Összesítés | Összesítés |
| Versenyző        | Versenyszám | Lesiklás | Lesiklás | Lesiklás | 1. futam   | 1. futam   | 2. futam   | 2. futam   | Össz.      | Össz.      | Össz.      | Összesítés | Összesítés |
| Versenyző        | Versenyszám | Idő      | Pont     | Hely.    | Idő        | Hely.      | Idő        | Hely.      | Idő        | Pont       | Hely.      | Pont       | Helyezés   |
| ---------------- | ----------- | -------- | -------- | -------- | ---------- | ---------- | ---------- | ---------- | ---------- | ---------- | ---------- | ---------- | ---------- |
| Engelbert Haider | Összetett   | 3:08,2   | 7,40     | 9.       | 1:16,4     | 16.*       | 1:11,8     | 18.        | 2:28,2     | 5,86       | 16.        | 13,26      | 13.        |
| Eberhard Kneisl  | Összetett   | 3:08,3   | 7,51     | 10.      | 1:18,1     | 18.        | 1:07,8     | 6.         | 2:25,9     | 4,85       | 12.        | 12,36      | 11.        |
| Edi Mall         | Összetett   | 3:09,3   | 8,06     | 13.      | 1:09,5     | 2.         | 1:06,5     | 3.         | 2:16,0     | 0,48       | 2.         | 8,54       | 4.         |
| Hans Nogler      | Összetett   | 3:03,2   | 4,63     | 5.       | 1:12,2     | 4.         | 1:14,8     | 24.*       | 2:27,0     | 5,33       | 14.        | 9,96       | 8.         |

Női
| Versenyző               | Versenyszám | 1. futam | 1. futam | 2. futam | 2. futam | Összesítés | Összesítés |
| Versenyző               | Versenyszám | Idő      | Hely.    | Idő      | Hely.    | Idő        | Helyezés   |
| ----------------------- | ----------- | -------- | -------- | -------- | -------- | ---------- | ---------- |
| Trude Jochum-Beiser     | Lesiklás    |          |          |          |          | 2:29,1     |            |
| Resi Hammerer           | Lesiklás    |          |          |          |          | 2:30,2     |            |
| Resi Hammerer           | Műlesiklás  | 1:04,4   | 9.       | 1:04,2   | 13.      | 2:08,6     | 7.         |
| Erika Mahringer         | Lesiklás    |          |          |          |          | 2:39,3     | 19.        |
| Erika Mahringer         | Műlesiklás  | 59,8     | 2.       | 58,2     | 5.       | 1:58,0     |            |
| Sophie Nogler           | Lesiklás    |          |          |          |          | 2:47,0     | 26.        |
| Anneliese Schuh-Proxauf | Lesiklás    |          |          |          |          | 2:39,0     | 17.        |
| Anneliese Schuh-Proxauf | Műlesiklás  | 1:06,9   | 15.      | 59,8     | 7.       | 2:06,7     | 6.         |
| Annelore Zückert        | Lesiklás    |          |          |          |          | 2:38,4     | 16.        |
| Annelore Zückert        | Műlesiklás  | kizárták | kizárták | kiesett  | kiesett  | kiesett    | kiesett    |

| Versenyző               | Versenyszám | Lesiklás | Lesiklás | Lesiklás | Műlesiklás | Műlesiklás | Műlesiklás | Műlesiklás | Műlesiklás | Műlesiklás | Műlesiklás | Összesítés | Összesítés |
| Versenyző               | Versenyszám | Lesiklás | Lesiklás | Lesiklás | 1. futam   | 1. futam   | 2. futam   | 2. futam   | Össz.      | Össz.      | Össz.      | Összesítés | Összesítés |
| Versenyző               | Versenyszám | Idő      | Pont     | Hely.    | Idő        | Hely.      | Idő        | Hely.      | Idő        | Pont       | Hely.      | Pont       | Helyezés   |
| ----------------------- | ----------- | -------- | -------- | -------- | ---------- | ---------- | ---------- | ---------- | ---------- | ---------- | ---------- | ---------- | ---------- |
| Resi Hammerer           | Összetett   | 2:30,2   | 1,02     | 3.       | 1:08,9     | 14.        | 1:10,9     | 17.        | 2:19,8     | 10,85      | 18.        | 11,87      | 12.        |
| Trude Jochum-Beiser     | Összetett   | 2:29,1   | 0,38     | 2.       | 1:01,8     | 2.*        | 1:08,7     | 16.        | 2:10,5     | 6,20       | 8.         | 6,58       |            |
| Erika Mahringer         | Összetett   | 2:39,3   | 7,04     | 15.      | 58,4       | 1.         | 59,7       | 2.         | 1:58,1     | 0,00       | 1.         | 7,04       |            |
| Anneliese Schuh-Proxauf | Összetett   | 2:39,0   | 6,66     | 13.      | 1:02,1     | 4.         | 1:02,2     | 5.         | 2:04,3     | 3,10       | 3.         | 9,76       | 7.         |

* - egy másik versenyzővel azonos eredményt ért el

## Északi összetett
| Versenyző            | Sífutás | Sífutás | Sífutás | Síugrás    | Síugrás  | Síugrás  | Síugrás | Síugrás | Összesítés | Összesítés |
| Versenyző            | Sífutás | Sífutás | Sífutás | 1. ugrás   | 2. ugrás | 3. ugrás | Össz.   | Össz.   | Összesítés | Összesítés |
| Versenyző            | Idő     | Pont    | Hely.   | Távolság   | Távolság | Távolság | Pont    | Hely.   | Pont       | Helyezés   |
| -------------------- | ------- | ------- | ------- | ---------- | -------- | -------- | ------- | ------- | ---------- | ---------- |
| Josl Gstrein         | 1:25:04 | 193,5   | 17.     | 63,5       | 61,0     | (59,5)   | 188,2   | 25.     | 381,70     | 16.        |
| Hubert Hammerschmied | 1:32:47 | 154,5   | 30.     | (58,5)     | 62,0     | 62,5     | 202,4   | 14.     | 356,90     | 23.        |
| Paul Haslwanter      | 1:31:00 | 163,5   | 25.     | nem indult | kiesett  | kiesett  | kiesett | kiesett | kiesett    | kiesett    |
| Karl Martitsch       | 1:31:19 | 162,0   | 27.     | (59,0)     | 60,0     | 61,0     | 198,2   | 17.     | 360,20     | 21.        |

## Gyorskorcsolya
| Versenyző         | Versenyszám | Eredmény | Helyezés |
| ----------------- | ----------- | -------- | -------- |
| Ferdinand Preindl | 500 m       | 48,7     | 41.      |
| Ferdinand Preindl | 1500 m      | 2:38,6   | 44.      |
| Gustav Slanec     | 500 m       | 47,4     | 37.*     |
| Gustav Slanec     | 1500 m      | 2:31,9   | 40.      |
| Max Stiepl        | 1500 m      | 2:31,2   | 38.      |
| Max Stiepl        | 5000 m      | 9:05,0   | 24.      |
| Max Stiepl        | 10 000 m    | 19:25,5  | 10.      |

* - egy másik versenyzővel azonos eredményt ért el

## Jégkorong
| Osztrák férfi jégkorongcsapat-játékoskeret                                      | Osztrák férfi jégkorongcsapat-játékoskeret                                    | Osztrák férfi jégkorongcsapat-játékoskeret                                               |
| ------------------------------------------------------------------------------- | ----------------------------------------------------------------------------- | ---------------------------------------------------------------------------------------- |
| - Franz Csöngei - Fritz Demmer - Egon Engel - Walter Feistritzer - Gustav Gross | - Fredl Huber - Julius Juhn - Oskar Nowak - Hansjörg Reichel - Hans Schneider | - Willibald Stanek - Herbert Ulrich - Fritz Walter - Helfried Winger - Rudolf Wurmbrandt |

### Eredmények
| 1948. január 30. | Lengyelország (POL) | 7 – 5 (0–2, 4–2, 3–1) | Ausztria | St. Moritz |

|  |  |  |  |  |
|  |  |  |  |  |
|  |  |  |  |  |
|  |  |  |  |  |

| 1948. január 31. | Nagy-Britannia (GBR) | 5 – 4 (1–2, 1–1, 3–1) | Ausztria | St. Moritz |

|  |  |  |  |  |
|  |  |  |  |  |
|  |  |  |  |  |
|  |  |  |  |  |

| 1948. február 1. | Svájc (SUI) | 11 – 2 (2–2, 3–0, 6–0) | Ausztria | St. Moritz |

|  |  |  |  |  |
|  |  |  |  |  |
|  |  |  |  |  |
|  |  |  |  |  |

| 1948. február 2. | Svédország (SWE) | 7 – 1 (3–1, 1–0, 3–0) | Ausztria | St. Moritz |

|  |  |  |  |  |
|  |  |  |  |  |
|  |  |  |  |  |
|  |  |  |  |  |

| 1948. február 4. | Csehszlovákia (TCH) | 17 – 3 (4–0, 5–1, 8–2) | Ausztria | St. Moritz |

|  |  |  |  |  |
|  |  |  |  |  |
|  |  |  |  |  |
|  |  |  |  |  |

| 1948. február 5. | Ausztria (AUT) | 16 – 5 (3–4, 6–0, 7–1) | Olaszország | St. Moritz |

|  |  |  |  |  |
|  |  |  |  |  |
|  |  |  |  |  |
|  |  |  |  |  |

| 1948. február 6. | Egyesült Államok (USA) | 13 – 2 (4–2, 4–0, 5–0) | Ausztria | St. Moritz |

|  |  |  |  |  |
|  |  |  |  |  |
|  |  |  |  |  |
|  |  |  |  |  |

| 1948. február 7. | Kanada (CAN) | 12 – 0 (5–0, 5–0, 2–0) | Ausztria | St. Moritz |

|  |  |  |  |  |
|  |  |  |  |  |
|  |  |  |  |  |
|  |  |  |  |  |

Végeredmény
| Helyezés | Csapat                 | M | Gy | D | V | G+ | G–  | Gk   | P   |
| --- | ---------------------- | - | -- | - | - | -- | --- | ---- | --- |
| Arany | Kanada (CAN)           | 8 | 7  | 1 | 0 | 69 | 5   | +64  | 15* |
| Ezüst | Csehszlovákia (TCH)    | 8 | 7  | 1 | 0 | 80 | 18  | +62  | 15* |
| Bronz | Svájc (SUI)            | 8 | 6  | 0 | 2 | 67 | 21  | +46  | 12  |
| 4. | Svédország (SWE)       | 8 | 4  | 0 | 4 | 55 | 28  | +27  | 8   |
| 5. | Nagy-Britannia (GBR)   | 8 | 3  | 0 | 5 | 39 | 47  | –8   | 6   |
| 6. | Lengyelország (POL)    | 8 | 2  | 0 | 6 | 29 | 97  | –68  | 4   |
| 7. | Ausztria (AUT)         | 8 | 1  | 0 | 7 | 33 | 77  | –44  | 2   |
| 8. | Olaszország (ITA)      | 8 | 0  | 0 | 8 | 24 | 156 | –132 | 0   |
| Az Egyesült Államok csapata csak versenyen kívül vehetett részt, mert nem az Amerikai Olimpiai Bizottság, hanem az Amerikai Jégkorongszövetség által összeállított csapat volt. |                        |   |    |   |   |    |     |      |     |
| – | Egyesült Államok (USA) | 8 | 5  | 0 | 3 | 86 | 33  | +53  | 10  |

* - Azonos pontszám esetén a jobb gólkülönbség döntött.
| Csapat   | Helyezés |
| -------- | -------- |
| Ausztria | 7.       |

## Műkorcsolya
| Versenyző                          | Versenyszám  | Kötelező elemek   | Kötelező elemek | Kűr               | Kűr   | Összesítés                     | Összesítés                     | Összesítés                     | Összesítés                     | Összesítés                     | Összesítés                     | Összesítés                     | Összesítés                     | Összesítés                     | Összesítés                     | Összesítés                     | Összesítés        | Összesítés  | Összesítés | Összesítés |
| Versenyző                          | Versenyszám  | Kötelező elemek   | Kötelező elemek | Kűr               | Kűr   | Helyezési pontszámok bírónként | Helyezési pontszámok bírónként | Helyezési pontszámok bírónként | Helyezési pontszámok bírónként | Helyezési pontszámok bírónként | Helyezési pontszámok bírónként | Helyezési pontszámok bírónként | Helyezési pontszámok bírónként | Helyezési pontszámok bírónként | Helyezési pontszámok bírónként | Helyezési pontszámok bírónként | Több. hely. száma | Hely. össz. | Pont       | Helyezés   |
| Versenyző                          | Versenyszám  | Több. hely. száma | Hely.           | Több. hely. száma | Hely. | 1                              | 2                              | 3                              | 4                              | 5                              | 6                              | 7                              | 8                              | 9                              | 10                             | 11                             | Több. hely. száma | Hely. össz. | Pont       | Helyezés   |
| ---------------------------------- | ------------ | ----------------- | --------------- | ----------------- | ----- | ------------------------------ | ------------------------------ | ------------------------------ | ------------------------------ | ------------------------------ | ------------------------------ | ------------------------------ | ------------------------------ | ------------------------------ | ------------------------------ | ------------------------------ | ----------------- | ----------- | ---------- | ---------- |
| Edi Rada                           | Férfi egyéni | 5×3+              | 3.              | 5×4+              | 4.    | 7,0                            | 3,0                            | 3,0                            | 3,0                            | 2,0                            | 3,0                            | 4,0                            | 6,0                            | 2,0                            |                                |                                | 6×3+              | 33,0        | 1603,2     |            |
| Hellmut May                        | Férfi egyéni | 5×6+              | 7.              | 5×8+              | 7.    | 8,0                            | 6,0                            | 9,0                            | 6,0                            | 5,0                            | 9,0                            | 11,0                           | 8,0                            | 6,0                            |                                |                                | 6×8+              | 68,0        | 1491,0     | 8.         |
| Helmut Seibt                       | Férfi egyéni | 6×8+              | 8.              | 5×11+             | 12.   | 10,0                           | 8,0                            | 7,0                            | 10,0                           | 7,0                            | 8,0                            | 12,0                           | 9,0                            | 8,0                            |                                |                                | 5×8+              | 79,0        | 1463,9     | 9.         |
| Eva Pawlik                         | Női egyéni   | 6×3+              | 3.              | 5×2+              | 2.    | 2,0                            | 2,0                            | 3,0                            | 3,0                            | 4,0                            | 1,0                            | 2,0                            | 2,0                            | 5,0                            |                                |                                | 5×2+              | 24,0        | 1418,3     |            |
| Martha Musilek Bachem              | Női egyéni   | 5×14+             | 14.             | 5×7+              | 7.    | 8,0                            | 9,0                            | 15,0                           | 14,0                           | 16,0                           | 8,0                            | 14,0                           | 11,0                           | 8,0                            |                                |                                | 5×11+             | 103,0       | 1300,1     | 9.         |
| Hildegard Appeltauer               | Női egyéni   | 6×17+             | 19.             | 5×20+             | 20.   | 21,0                           | 16,0                           | 18,0                           | 18,0                           | 15,0                           | 13,0                           | 16,0                           | 18,0                           | 20,0                           |                                |                                | 7×18+             | 155,0       | 1253,7     | 18.        |
| Ingeborg Solar                     | Női egyéni   | 6×22+             | 22.             | 6×11+             | 9.    | 19,0                           | 22,0                           | 20,0                           | 23,0                           | 21,0                           | 17,0                           | 24,0                           | 19,0                           | 21,0                           |                                |                                | 6×21+             | 186,0       | 1219,0     | 20.        |
| Herta Ratzenhofer Emil Ratzenhofer | Páros        |                   |                 |                   |       | 13,0                           | 12,0                           | 5,0                            | 12,0                           | 9,0                            | 9,0                            | 12,0                           | 14,0                           | 7,5                            | 11,0                           | 7,0                            | 6×11+             | 111,5       | 103,8      | 9.         |
| Susanne Giebisch Helmut Seibt      | Páros        |                   |                 |                   |       | 11,0                           | 13,0                           | 11,0                           | 11,0                           | 10,0                           | 12,0                           | 11,0                           | 9,0                            | 12,0                           | 9,5                            | 8,0                            | 8×11+             | 117,5       | 102,2      | 11.        |

## Sífutás
| Versenyző                                                            | Versenyszám     | Eredmény | Helyezés |
| -------------------------------------------------------------------- | --------------- | -------- | -------- |
| Josef Deutschmann                                                    | 18 km           | 1:27:43  | 46.      |
| Hubert Hammerschmied                                                 | 18 km           | 1:32:47  | 68.      |
| Paul Haslwanter                                                      | 18 km           | 1:31:00  | 61.      |
| Engelbert Hundertpfund                                               | 18 km           | 1:25:41  | 39.      |
| Karl Martitsch                                                       | 18 km           | 1:31:19  | 64.      |
| Matthias Noichl                                                      | 18 km           | 1:27:34  | 45.      |
| Karl Rafreider                                                       | 18 km           | 1:23:19  | 28.      |
| Josl Gstrein                                                         | 18 km           | 1:25:04  | 36.      |
| Josl Gstrein                                                         | 50 km           | 4:21:13  | 12.      |
| Josl Gstrein Josef Deutschmann Engelbert Hundertpfund Karl Rafreider | 4 × 10 km váltó | 2:47:18  | 4.       |

## Síugrás
| Versenyző            | 1. ugrás | 2. ugrás | Összesítés | Összesítés |
| Versenyző            | Távolság | Távolság | Pont       | Helyezés   |
| -------------------- | -------- | -------- | ---------- | ---------- |
| Helmut Hadwiger      | 51,0     | 56,5     | 181,4      | 35.        |
| Hubert Hammerschmied | 61,0     | 63,0     | 199,8      | 19.        |
| Gregor Höll          | 60,0     | 62,5     | 195,8      | 24.        |
| Toni Wieser          | 59,0     | 61,5     | 192,1      | 28.        |

## Szkeleton
| Versenyző    | 1. futam      | 1. futam      | 2. futam | 2. futam | 3. futam | 3. futam | 4. futam | 4. futam | 5. futam | 5. futam | 6. futam | 6. futam | Összesítés | Összesítés |
| Versenyző    | Idő           | Hely.         | Idő      | Hely.    | Idő      | Hely.    | Idő      | Hely.    | Idő      | Hely.    | Idő      | Hely.    | Idő        | Helyezés   |
| ------------ | ------------- | ------------- | -------- | -------- | -------- | -------- | -------- | -------- | -------- | -------- | -------- | -------- | ---------- | ---------- |
| Hugo Kuranda | nem ért célba | nem ért célba | kiesett  | kiesett  | kiesett  | kiesett  | kiesett  | kiesett  | kiesett  | kiesett  | kiesett  | kiesett  | kiesett    | kiesett    |